# Studienka
Studienka je naseljeno mjesto u okrugu Malacky u Bratislavskom kraju u Slovačkoj.

## Stanovništvo
| Godina:     | 1993. | 2003.   | 2013.   | 2023.   |
| ----------- | ----- | ------- | ------- | ------- |
| Broj ljudi: | 1493  | 1605    | 1618    | 1751    |
| Razlika:    |       | +7,50 % | +0,80 % | +8,22 % |

| Godina:     | 2022. | 2023.   |
| ----------- | ----- | ------- |
| Broj ljudi: | 1720  | 1751    |
| Razlika:    |       | +1,80 % |

Prema podatcima o broju stanovnika iz 2023. godine naselje je imalo 1751 stanovnika.

## Vanjske poveznice
|  | Zajednički poslužitelj ima još gradiva o temi Studienka |

- Službena stranica naselja (sl.)